# Rue du Jourdain
La rue du Jourdain est une voie située dans le 20e arrondissement de Paris, en France.

## Situation et accès
Elle part de la rue des Pyrénées et monte en pente douce jusqu'à atteindre la rue de Belleville, juste devant l'église néogothique Saint-Jean-Baptiste de Belleville. La rue est assez courte, puisque son numéro le plus élevé est le no 10.
Elle est desservie par la ligne de métro 11 et par les bus 20 et 26.

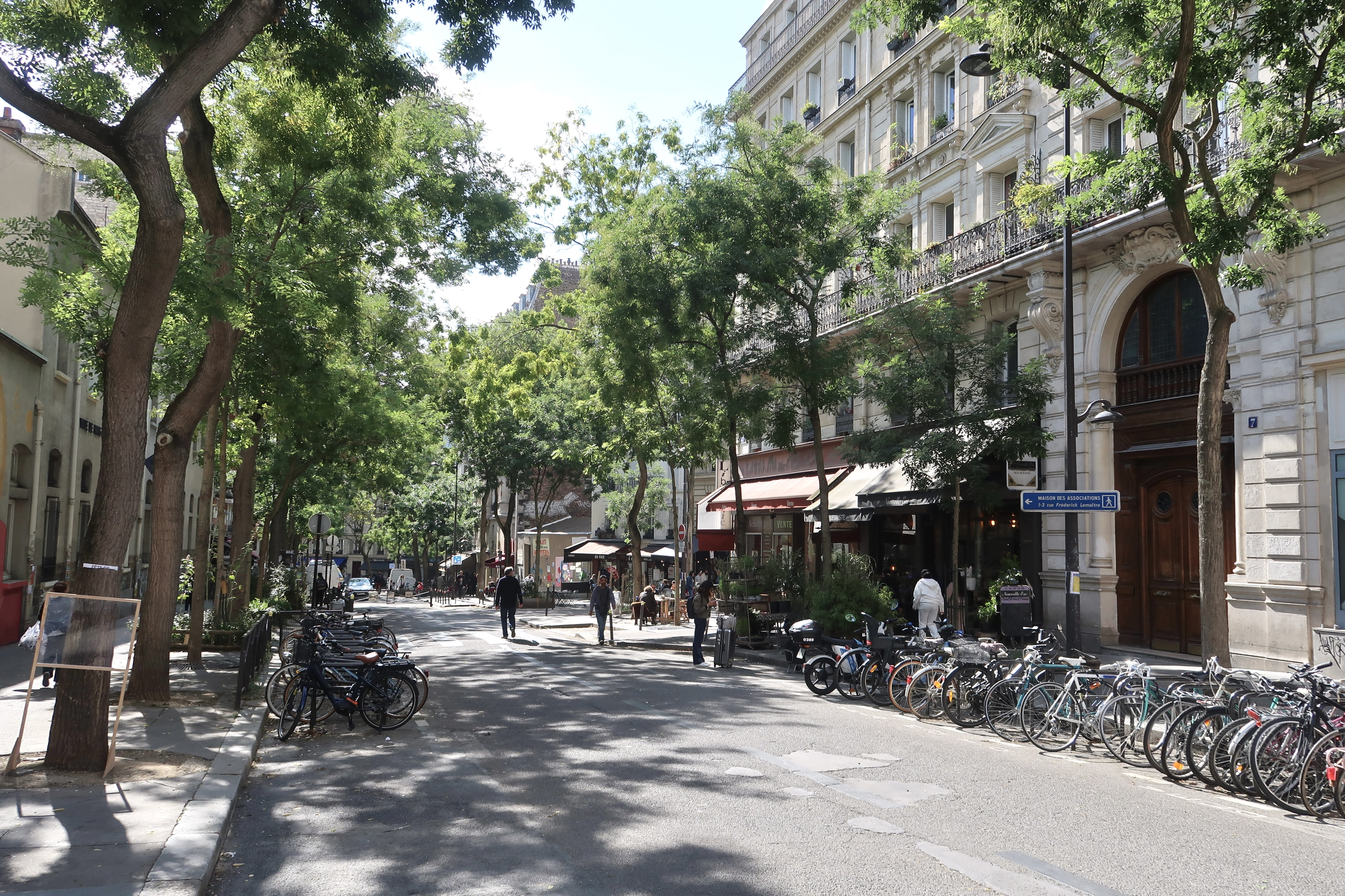
Vue depuis la rue de Belleville.

## Origine du nom
Elle porte le nom du Jourdain, fleuve de Palestine. Ce nom est lié au saint éponyme de la paroisse, qui baptisait ses disciples dans l'eau du Jourdain.

## Historique
Cette voie est ouverte par un décret du 28 juillet 1862 et prend sa dénomination actuelle par un arrêté du 26 février 1867.

## Bâtiments remarquables et lieux de mémoire

Mur décoré de l'école maternelle.

- Au no 1 se trouve la brasserie Le Zéphyr (c'était anciennement un relais de poste, le Relais des Pyrénées), ouverte en 1929 et qui a gardé son style Art déco d'origine.
- Au no 4, l'école maternelle est décorée de nombreux graffs.
- Au no 6, cinéma Alcazar, entre 1909 et 1969[1].
- Au fond du numéro 10 se trouve une cour intérieure avec un jardin[2]. La station de métro Jourdain de la ligne 11 se trouve en haut de la rue, avec une de ses trois issues aboutissant devant le no 10.
- À la hauteur du no 10 (ou 138, rue de Belleville) se trouvait l'ancienne guinguette L'Île d'amour. Ce bâtiment aujourd'hui disparu abrita à partir de 1846 la mairie de la commune de Belleville, puis devint en 1860 la mairie du 20e arrondissement de Paris, le temps de l'achèvement de la mairie d'arrondissement actuelle, bâtie sur la place Gambetta[3].

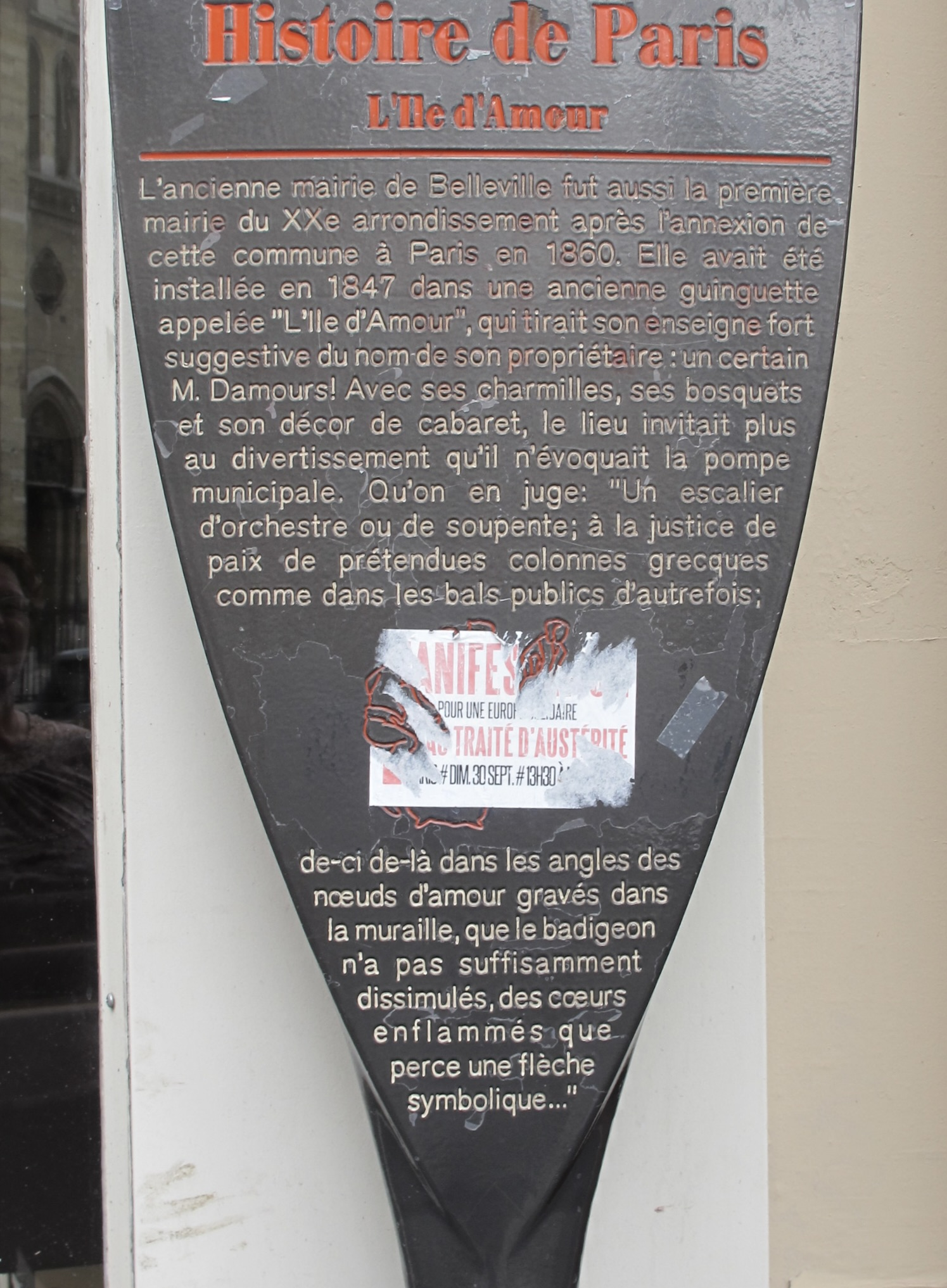
Panneau Histoire de Paris L'île d'Amour.